# LaTasha Jenkins
LaTasha Jenkins (ur. 19 grudnia 1977) – amerykańska lekkoatletka, sprinterka, srebrna medalistka mistrzostw świata.
W 2001 roku Jenkins wygrała bieg na 200 metrów podczas halowych mistrzostw kraju. Pojechała dzięki temu na halowe mistrzostwa świata, na których zdobyła srebrny medal. W tym samym roku została wicemistrzynią świata na otwartym stadionie w Edmonton. Jenkins jest także medalistką mistrzostw NCAA.
W kwietniu 2000 roku amerykańska sztafeta w składzie Jenkins, Colander, Perry, Jones ustanowiła rekord świata w sztafecie 4 × 200 metrów – 1:27,46.
W 2003 roku Jenkins zakończyła karierę, lecz powróciła do rywalizacji w 2006 roku. Wtedy to w jej organizmie znaleziono ślady nandrolonu. Po prawie rocznej aferze dopingowej oskarżenie przeciwko Jenkins zostało wycofane, a ona sama stała się pierwszym sportowcem, który został oczyszczony z zarzutów przez Amerykańską Agencję Antydopingową.
Rekordy życiowe w biegu na 200 metrów: stadion – 22,29 (1999); hala – 22,96 (2001)

## Osiągnięcia
| Rok  | Impreza                   | Miejsce  | Konkurencja        | Lokata     | Wynik |
| ---- | ------------------------- | -------- | ------------------ | ---------- | ----- |
| 2001 | Halowe mistrzostwa świata | Lizbona  | bieg na 200 metrów | 2. miejsce | 22,96 |
| 2001 | Mistrzostwa świata        | Edmonton | bieg na 200 metrów | 2. miejsce | 22,85 |